# Ludwig Beck
Ludwig Beck (Biebrich, Wiesbaden, Hesse; 29 de junio de 1880 - Berlín, 21 de julio de 1944) fue un coronel general (Generaloberst) alemán, y jefe del Estado Mayor del Ejército Alemán durante los primeros años del régimen nazi. En los primeros años de este apoyó a Hitler en su denuncia del Tratado de Versalles y el rearme alemán.
Muy pronto tuvo serias dudas respecto a la demanda nazi de que todos los militares juraran fidelidad a Hitler como máximo Führer alemán en 1934.
Entre 1935 y 1938 fue paulatinamente desilusionándose más y más con el régimen nazi, en particular con su agresiva política exterior.
Debido precisamente a serias desavenencias en este sentido, que se hicieron públicas, Beck dimitió como jefe de Estado Mayor en agosto de 1938. A partir de entonces acabó por convencerse de que Hitler no podía cambiar para bien, y que él y el partido nazi debían ser expulsados del poder. Llegó entonces a ser un personaje clave en las conspiraciones habidas para derrocar a Hitler, y hubiera sido el jefe del Estado provisional si el atentado del 20 de julio de 1944 hubiera tenido éxito. Cuando este falló, y fue detenido, pidió una pistola para suicidarse.

## Biografía
Nacido en Biebrich (hoy en día un suburbio de Wiesbaden, en el estado federal de Hesse), fue educado dentro de la tradición militar prusiana. Entre 1931 y 1933 escribió un importante manual de táctica militar (Die Truppenführung), lo que posibilitó que en 1933 fuese destinado al Cuartel General, el mismo del cual con posterioridad llegaría a ser jefe dos años más tarde.
En julio de 1934 mostró disconformidad con la política exterior del régimen. Beck mostraba malestar por los esfuerzos de Adolf Hitler para ampliar la influencia de las SS (Schutzstaffel) en el Ejército regular.
Por otro lado, consideró que la expansión territorial del Reich iba demasiado lejos tras la invasión del resto de Checoslovaquia en 1939, tras lo cual dimitió en señal de protesta.
Desde 1939 estuvo en contacto con otros miembros del ejército alemán (entre ellos el almirante Wilhelm Canaris, el mariscal Erwin von Witzleben y el ministro Hjalmar Schacht), políticos y ciudadanos planeando un golpe de Estado que acabara con el régimen. En el caso del eventual derrocamiento de Hitler, hubiese formado parte del triunvirato regente que negociaría la paz con Francia y Reino Unido, mantendría el protectorado de Bohemia-Moravia, Austria y Polonia Occidental como parte de Alemania y restauraría la monarquía de los Hohenzollern.
En 1943 planeó dos fracasados atentados para matar a Hitler y en 1944 fue uno de los principales instigadores del complot del 20 de julio.
Tras el fracaso de la conspiración, de acuerdo a la narración de Fabian von Schlabrendorff, al día siguiente se hallaba en custodia del general Friedrich Fromm cuando prefirió el suicidio antes de enfrentarse a una ejecución precedida de torturas. Se dice que estaba en un estado tal de nervios que seguía vivo tras haberse disparado dos balas en la cabeza, y tuvo que solicitar ayuda a un sargento para que lo rematase.
En la película Valkyrie (2008) fue interpretado por el actor inglés Terence Stamp.